# N131 (België)
De N131 is een gewestweg in de Belgische provincie Antwerpen en verbindt de N124 in Merksplas met de N115 in Sint-Lenaarts, een deelgemeente van Brecht. De totale lengte van de N131 bedraagt ongeveer 14 kilometer.

## Plaatsen langs de N131
- Merksplas
- Rijkevorsel
- Sint-Lenaarts